# Polyalthia australis
Polyalthia australis (Benth.) Jessup – gatunek rośliny z rodziny flaszowcowatych (Annonaceae Juss.). Występuje naturalnie w Australii – w stanach Australia Zachodnia i Queensland oraz na Terytorium Północnym. 

## Morfologia
PokrójZimozielone drzewo dorastające do 25 m wysokości.
LiścieMają lancetowaty lub owalny kształt. Mierzą 4,5–25 cm długości oraz 2–11 cm szerokości. Nasada liścia jest prawie sercowata. Blaszka liściowa jest całobrzega o spiczastym wierzchołku. Ogonek liściowy jest nagi i dorasta do 4–8 mm długości.
KwiatySą zebrane w pęczki, rozwijają się w kątach pędów. Działki kielicha mają trójkątny kształt i dorastają do 2–3 mm długości. Płatki mają równowąski kształt i żółtawą barwę, osiągają do 25–30 mm długości. Kwiaty mają 40–45 pręcików i 16–30 owocolistków.
OwoceZebrane w owoc zbiorowy o elipsoidalnym kształcie. Osiągają 18–23 mm długości.

## Biologia i ekologia
Rośnie w lasach, na terenach nizinnych.